# 베이비펌
베이비펌은 퍼머넌트 웨이브의 한 종류이다. 어린 아이들의 신생모는 파마를 하면 잘 나오지 않아 파마가 잘 나오라고 작은 컬로 뽀글뽀글하게 말아주는데, 이것이 베이비펌의 유래가 되었다. 한편 아줌마펌의 변형이라는 의견도 있다. 다른 말로는 유로펌, 이태리펌이라고도 한다. 요즘은 연예인들이 다양한 베이비펌의 스타일을 시도하여, 일반적으로 짧은 머리에 모근부터 굵은 웨이브를 한 스타일을 지칭하는 말이 되었다. 머리길이는 8-9cm가 제일 적당하며, 12cm가 넘어가지 않도록 한다. 한번 펌을 하면 일반적으로 2-3개월 정도 지속이 된다.